# 芭芭拉·克鲁格 (艺术家)
芭芭拉·克鲁格（英語：Barbara Kruger；1945年1月26日—）是一名美国的观念艺术家。她的作品大多以黑白照片为底，并配以装饰性文字。在她的代表作品中，Futura Bold Oblique和Helvetica Ultra Condensed两款字体最为常见。她常常以“You”、“Your”、“I”、“We”、“They”等词汇来表达自己对于艺术的观念思想。
芭芭拉·克鲁格目前的常住地是纽约和洛杉矶。

## 个人成就
服装品牌Supreme的红白方框标志，就是从芭芭拉·克鲁格的经典作品“I shop therefore I am”中得到灵感。